# Liste der Kulturdenkmäler in Singhofen
In der Liste der Kulturdenkmäler in Singhofen sind alle Kulturdenkmäler der rheinland-pfälzischen Ortsgemeinde Singhofen aufgeführt. Grundlage ist die Denkmalliste des Landes Rheinland-Pfalz (Stand: 8. Dezember 2023).

## Denkmalzonen
| Bezeichnung                    | Lage                                          | Baujahr | Beschreibung                                              | Bild                           |
| ------------------------------ | --------------------------------------------- | ------- | --------------------------------------------------------- | ------------------------------ |
| Denkmalzone Jüdischer Friedhof | östlich des Ortes auf einer Waldlichtung Lage | 1860    | 1860 angelegt; eingezäuntes Areal mit etwa 20 Grabsteinen | weitere Bilder Fotos hochladen |

## Einzeldenkmäler
| Bezeichnung              | Lage                                | Baujahr                                       | Beschreibung | Bild                           |
| ------------------------ | ----------------------------------- | --------------------------------------------- | --- | ------------------------------ |
| Evangelische Pfarrkirche | Am Kirchplatz Lage                  | 1838–40                                       | spätklassizistischer Saalbau, 1838–40 | weitere Bilder Fotos hochladen |
| Wohnhaus                 | Am Marktplatz 7 Lage                | 1701                                          | Fachwerkhaus, teilweise massiv, bezeichnet 1701                                                                                                   | Fotos hochladen                |
| Gasthof                  | Hauptstraße 50 Lage                 | Mitte oder zweite Hälfte des 18. Jahrhunderts | ehemaliger Gasthof; elfachsiger Fachwerkbau, teilweise massiv, verputzt, Mansarddach, wohl aus der Mitte oder zweiten Hälfte des 18. Jahrhunderts | Fotos hochladen                |
| Windrad                  | Steinstraße Lage                    | 1907                                          | Windrad auf Stahlgerüst, 1907 | Fotos hochladen                |
| Wasserbehälter           | nördlich des Ortes Lage             | Anfang des 20. Jahrhunderts                   | kubischer Backsteinbau, Zinnenkranz, wohl vom Anfang des 20. Jahrhunderts                                                                         | Fotos hochladen                |
| Alteburg                 | nordwestlich des Ortes im Wald Lage |                                               | vorgeschichtliche Abschnittsbefestigung, wohl aus der mittleren Latène-Zeit                                                                       | weitere Bilder Fotos hochladen |
| Altbäckersmühle          | östlich des Ortes am Hasenbach Lage | erste Hälfte des 19. Jahrhunderts             | Mühlenanwesen; Fachwerkhaus, teilweise Bruchstein, erste Hälfte des 19. Jahrhunderts                                                              | BW                             |
| Neumühle                 | westlich des Ortes am Mühlbach Lage |                                               | Mühlanwesen | BW                             |
| Schulmühle               | westlich des Ortes am Mühlbach Lage | Anfang oder erste Hälfte des 19. Jahrhunderts | Fachwerkhaus, Mansarddach, Anfang oder erste Hälfte des 19. Jahrhunderts                                                                          | BW                             |

## Ehemalige Kulturdenkmäler
| Bezeichnung | Lage                | Baujahr                  | Beschreibung | Bild            |
| ----------- | ------------------- | ------------------------ | --- | --------------- |
| Wohnhaus    | Hauptstraße 22 Lage | 17. oder 18. Jahrhundert | Fachwerkhaus, teilweise massiv, verputzt und verschiefert, wohl aus dem 17. oder 18. Jahrhundert; aus Denkmalliste gelöscht | Fotos hochladen |